# Pietro Ghilarducci
Pietro Ghilarducci (Viareggio, 11 luglio 1932 – Milano, 18 maggio 2010) è stato un giornalista e scrittore italiano.
Laureato in Scienze politiche, lavora come giornalista al Corriere Lombardo, poi viene assunto alla casa editrice Garzanti come addetto all'ufficio stampa e pubblicità. Collabora anche alla redazione della prima Garzantina, curando in particolare la revisione delle singole voci.
Trasferitosi a Londra, collabora ai servizi esteri della BBC, scrivendo contemporaneamente per settimanali culturali e d'attualità italiani, quali Il Mondo, Il Punto (al quale collaborava anche il Cancelliere dello Scacchiere laburista Denis Healey), Settimo Giorno, La Domenica del Corriere e La Fiera Letteraria.
Rientrato in Italia, è assunto dalla casa editrice Rizzoli, con la quale collabora oltre venti anni come editor, lettore, traduttore, revisore di testi tradotti e compilatore di risvolti. Sempre per la Rizzoli, pubblica i romanzi La moglie giovane (1970, premio L'Inedito), L'ombra degli ippocastani (1974), Un atto d'amore (1979), Il bivio (1981, premio Vallombrosa), La ristrutturazione (1992), La città dell'anima (1993).
Ha collaborato anche con La Repubblica, con articoli di cultura e interviste (fra cui quelle a Carlo Bo, Indro Montanelli ed altri esponenti della cultura italiana), con Il Tirreno e La Nazione. Ha fatto inoltre parte della giuria del Premio Viareggio.
Muore a 78 anni a Milano. 

## Opere
- La moglie giovane, Rizzoli, 1970 (premio L'Inedito)
- L'ombra degli ippocastani, Rizzoli, 1974
- Un atto d'amore, Rizzoli, 1979
- Il bivio, Rizzoli, 1981 (premio Vallombrosa)
- La ristrutturazione, Rizzoli, 1992
- La città dell'anima, Rizzoli, 1993